# Бургт, Геркулан Йоганнес Мария ван дер
Геркулан Йоганнес Мария ван дер Бургт (нидерл. Herculanus Joannes Maria van der Burgt OFMCap, 19 марта 1890 года, Оверассельт, Нидерланды — 2 июля 1976 года, Тилбург, Нидерланды) — католический прелат, апостольский викарий Понтианака с 13 июля 1957 года по 3 января 1961 года, первый архиепископ Понтианака с 3 января 1961 года по 2 июля 1976 года. Член монашеского ордена капуцинов.

## Биография
Родился в 1910 году в деревне Оверассельт в нидерландской провинции Гелдерланд. 21 сентября 1935 года был рукоположён в священники для служения в монашеском ордене капуцинов. В последующем отправился на миссию в Нидерландскую Ост-Индию.
13 июля 1937 года папа римский Пий XI назначил его титулярным епископом Абилы Палестинской и апостольским викарием Понтианака. 27 ноября 1957 года состоялось его рукоположение в епископы, которое совершил титулярный епископ Комбы и апостольский викарий Понтианака в отставке Тарцизий Хенрик Иосиф ван Валенберг в сослужении с титулярным епископом Арсинои Кипрской и апостольским викарием Банджармасина Гийомом Жаном Демарто и титулярным епископом Зенополиса Изаурского и апостольским викарием Самаринды Жаком Хенри Ромейном.
3 января 1961 года Римский папа Иоанн XXIII издал буллу «Quod Christus», которой преобразовал апостольский викариат Понтианака в архиепархию и назначил Геркулана Йоганнеса Марию ван дер Бургта первым ординарием этой епархии.
Участвовал в работе Второго Ватиканского Собора.
Умер в июле 1976 года в Тилбурге, Нидерланды.